# ISS-Expeditie 21
ISS Expeditie 21 is de eenentwintigste missie naar het International Space Station die werd gelanceerd op 30 oktober 2009.
Dit was de tweede missie van het ISS met zes bemanningsleden aan boord. De commandant van deze missie was Frank De Winne van de ESA. Omdat er zes bemanningsleden aan boord waren, moesten er twee Sojoezraketten gelanceerd worden, omdat elke Sojoez maar drie bemanningsleden kan vervoeren.

## Bemanning

### Oktober tot november 2009
- Frank De Winne (2), bevelhebber -  België[1][2]
- Roman Romanenko (1), vluchtingenieur 2 -  Rusland
- Robert Thirsk (2), vluchtingenieur 3 -  Canada
- Jeffrey Williams (3), vluchtingenieur 4 -  Verenigde Staten
- Maksim Surajev (1), vluchtingenieur 5 -  Rusland
- Nicole Stott (1), vluchtingenieur 6 -  Verenigde Staten

#Het nummer tussen haakjes duidt aan hoeveel missies de astronaut gevlogen zal hebben na ISS Expeditie 21

## Reservebemanning
- Chris Hadfield - bevelhebber -  Canada
- Dmitri Kondratjev -  Rusland
- André Kuipers -  Nederland
- Shannon Walker -  Verenigde Staten
- Aleksandr Skvortsov -  Rusland
- Catherine Coleman -  Verenigde Staten